# Chiến dịch K8
Chiến dịch K8 hay chiến dịch K.8, Kế hoạch 8 là một chiến dịch trong cuộc chiến tranh Việt Nam kéo dài từ tháng 8 năm 1966 đến cuối năm 1967. Đây là cuộc trường chinh sơ tán bằng đường bộ hơn 30.000 học sinh từ 5 đến 15 tuổi ở Quảng Bình, Quảng Trị (các vùng Vĩnh Linh, Gio Linh, Cam Lộ) ra sinh sống và học tập ở các tỉnh phía Bắc là Nghệ An, Thanh Hóa, Ninh Bình, Nam Hà, Thái Bình. Chiến dịch này do Đảng Cộng sản Việt Nam và chủ tịch Hồ Chí Minh chủ trương nhằm di chuyển những người không thể cầm súng ra khỏi vùng hủy diệt của chiến tranh.. Chiến dịch chia thành hai đợt, đợt 1 vào giữa năm 1966 và đợt 2 vào tháng 7 năm 1967. Trong hành trình sơ tán, các em học sinh phải đi bộ hàng chục km, hoặc chen chúc trên phà, thuyền, và ô tô, vượt rừng vào ban đêm,hàng chục học sinh bị tử nạn vì trúng bom của quân đội Hoa Kỳ.. Những học sinh tham gia chiến dịch này được gọi là học sinh K8, học sinh đi K8, hay học sinh đi sơ tán K8. Khi đến nơi, mỗi gia đình miền Bắc sẽ đón một hoặc hai em học sinh về nhà, chăm sóc và cho các em ăn học như chính con cái trong gia đình mình. Các học sinh trở về quê hương vào năm 1973 khi Quảng Trị hoàn toàn giải phóng sau bảy năm sơ tán ở miền Bắc.

## Tên gọi K8
K8 nghĩa là Kế hoạch 8 (tức triển khai từ tháng 8 năm 1966).

## Hoàn cảnh
Đầu năm 1965, không quân Mỹ bắt đầu oanh tạc dữ dội khu vực Vĩnh Linh, tỉnh Quảng Trị.
Ban chấp hành Trung ương Đảng Cộng sản Việt Nam đã lập ra một ban chuyên trách về chiến dịch gọi là Ban K8 nhằm sơ tán học sinh khu vực Vĩnh Linh và các vùng lân cận ra miền Bắc nhằm để giữ gìn sự sống cho các em, và cũng để giữ gìn giữ lực lượng và nòi giống cho cuộc chiến tương lai. Ban K8 do Bộ trưởng Phủ thủ tướng Trần Hữu Dực làm trưởng ban, Thứ trưởng Bộ Nội vụ Lê Tất Đắc đặc trách chiến dịch. Trưởng ban K8 đặc khu Vĩnh Linh, Quảng Trị là ông Trần Đức Hạnh. Ông Lại Văn Ly, phó chủ tịch Ủy ban Nhân dân tỉnh Quảng Bình là trưởng ban chỉ đạo K8 Quảng Bình. Phần lớn các học sinh K8 Quảng Bình đều được ra sơ tán tại tỉnh Thanh Hóa. Khi đến nơi, mỗi gia đình miền Bắc sẽ đón 1 hoặc 2 em nhỏ về nhà, chăm sóc và cho các em ăn học như chính con cái trong gia đình mình.

## Tử vong vì trúng bom Mỹ
- Ngày 28 tháng 7 năm 1967, chiếc xe chở 40 em học sinh của xã Vĩnh Hiền, huyện Vĩnh Linh, tỉnh Quảng Trị và 2 thầy giáo trên đường sơ tán ra Thái Bình bị trúng bom tọa độ của quân đội Hoa Kỳ ở làng Mỹ Trung, xã Võ Ninh, huyện Quảng Ninh, tỉnh Quảng Bình, 39 em học sinh và một thầy giáo bị tử nạn, chỉ một em sống sót là Trần Văn Khỏe 8 tuổi và thầy giáo Nguyễn Văn Lý quê ở xã Vĩnh Hiền[4][4][6][7]
- Chuyến xe chở 30 em nhỏ trên đường 22B ra Kỳ Anh, Hà Tĩnh gặp nạn, 20 em bị chết, 10 em bị thương và mang thương tật suốt đời[1].
- Kết thúc chiến dịch có 70 con em Vĩnh Linh tử nạn, trong đó có 59 thiếu nhi.[6]

## Một số cựu học sinh K8
- Giáo sư Nguyễn Anh Trí[8]
- Thiếu tướng Nguyễn Xuân Hướng[3]